# 도라에몽 노비타의 공룡 2006 DS
도라에몽: 진구의 공룡대탐험 DS(일본어: ドラえもん のび太の恐竜2006 DS ドラえもん のびたのきょうりゅう2006ディーエス[*])는 2006년 3월 2일에 최초 닌텐도 DS용 소프트로 5년 만에 세가(현 세가게임즈)에서 발매된 카드 배틀 RPG. 미즈타 와사비판의 도라에몽 게임 시리즈로는 첫 작품이다. 또한 카드 배틀에 참가할 수 있는 것은 진구와 도라에몽 뿐이다.
스토리는 『극장판 도라에몽: 진구의 공룡대탐험』의 게임 버전이며 오리지널 캐릭터도 다수 등장한다.
판매량은 61,635부수이다.

## 등장인물
※성우는 주연 5명 이외에는 영화판과 다르다.
도라에몽
목소리 - 미즈타 와사비
카드 배틀에 참가할 수 있다. 스페셜 기술은 만약에 박스. 그 스페셜 기술을 사용한 턴은 비밀도구 카드의 비용을 0으로 한다.
노비타
목소리 - 오오하라 메구미
카드 배틀에 참가할 수 있다. 스페셜 기술은 어디로든 문. 야마후다로부터 좋아하는 공룡 카드를 한 장 선택해 주머니에 낸다.
시즈카
목소리 - 카카즈 유미
쥐라기에서 라프톨 라이더에게 포획된다.
자이언
목소리 - 기무라 스바루
백악기전기에서 티라노 라이더에게 포획된다.
스네오
목소리 - 세키 도모카즈
산죠기에서 스카이 라이더에게 포획된다.
- 피스케 (성우 : 후쿠시마 오리네)
- 루루 (성우 : 다치바나 미카미) ※게임 오리지널 캐릭터
- 도루만스타인 (성우 : 이이즈카 쇼죠)
- 검은 망토의 남자

### 게스트 성우
- 미즈키 류지
- 미야마자 기타쿠미
- 요지다 히로아키
- 요시자와 키요
- 가와이 도모야
- 니시야마겐
- 가냐야 비데유키
- 카토 히토미
- 모리 가즈야
- 오구 가즈마

## 코믹판
2006년 4월 25일, 본작의 코미컬라이즈와 공략도서를 겸한 "도라에몽 노비타의 공룡 2006 DS 오리지널 스토리"가 쇼가쿠칸의 텐토우무시코믹스 스페셜에서 간행되었다. 만화의 작화는 오카다 야스노리가 담당.

## 같이 보기
- 극장판 도라에몽: 진구의 공룡대탐험